# Redoubt Glacier
Der Redoubt Glacier (dt. etwa „Schanzen-Gletscher“) ist ein Gletscher im North Cascades National Park im US-Bundesstaat Washington an den Osthängen des Mount Redoubt. Der Redoubt Glacier fließt von etwa 8.400 ft (2.560 m) Höhe am Osthang bis zu einem nach Süden gerichteten Punkt in etwa 7.200 ft (2.195 m) Höhe. Danach hat der Gletscher über den Großteil seines Verlaufs eine geringe Neigung, bevor er nach Norden auf einer 1,5 mi (2,4 km) breiten Front bis auf 6.500 ft (1.981 m) herabfließt. Das Schmelzwasser des Gletschers speist den Depot Creek, welcher in den Chilliwack Lake entwässert. Der Depot Glacier liegt westlich des Redoubt Glacier.